# Плоский кабель
Плоский кабель — кабель (или провод) с поперечным сечением прямоугольной или близкой к ней формы, содержащий одну или несколько жил (групп), расположенных параллельно в один или несколько слоёв.
Наибольшее применение получил для подключения периферийных устройств с параллельным интерфейсом в компьютерах и другой электронике. В таком кабеле каждая жила имеет круглую изоляцию.
В компьютерном сленге для наименования плоского кабеля применяют: ленточный кабель; шлейф, лапша, флет-кабель (или флэт-кабель), гибкий или флексибильный кабель.

## Описание и применение
Часто плоские кабели изготавливают в светло-серой изоляции из ПВХ, на которой первая жила отмечена красной или чёрной полосой. Существуют и плоские кабели, кодированные цветом, в случае которых у соседних жил десять разных цветов — согласно DIN IEC 62. В случае плоских кабелей большего размера цвета повторяются в соответствии с количеством жил. Иногда цветные провода чередуются с экранирующими, изоляция которых окрашена в серый цвет. Также на изоляцию может наноситься маркировка.
Количество жил может быть разным, в зависимости от назначения кабеля. Например, в стандарте SCSI применялись 50-жильные и 68-жильные кабели, в стандарте ATA (PATA) — 40-жильные и 80-жильные. Расстояние между жилами составляет от 0,5 до 2,54 мм. В плоском кабеле расстояние между жилами обычно равно 1,27 мм, обеспечивая таким образом простое присоединение кабелей к двухрядным соединителям с шагом контактов 2,54 мм.

## Преимущества
Преимущество плоских кабелей заключается в том, что с помощью технологии прокалывания изоляции (IDC, IDT) большое количество проводников кабеля легко и надёжно может быть присоединено к хвостовикам контактов соединителя. При этом требуется лишь точное позиционирование кабеля, но не требуется пайка.
Плоские кабели позволяют бороться с перекрёстными помехами путём оптимального взаимного размещения сигнальных проводников или их чередования с экранирующими проводниками (не менее 1 провода для пути возвратного тока на каждые 3 сигнальных проводника). Обычно уровень перекрёстных помех в плоских кабелях ниже, чем в круглых. В некоторых случаях плоские кабели могут быть изготовлены с общим односторонним заземлением («embedded ground») или полноценным экранированием («shielded ribbon cable»), чаще всего из алюминиевой или медной фольги или сетки. Для упрощения экранирования и уменьшения ширины, неэкранированный плоский кабель может быть сложен и упакован в круглую оболочку с экраном.

## Недостатки
По аэродинамическим причинам плоские кабели в последние годы частично были заменены круглыми кабелями, так как плоские кабели сильнее мешают оптимальным охлаждающим воздушным потокам в корпусах, по сравнению с круглыми кабелями. Также значительному вытеснению плоских кабелей из компьютерной промышленности способствовал массовый переход от параллельных интерфейсов IDE (он же ATA, PATA) и SCSI к последовательным SATA (применяется менее габаритный плоский кабель) и SAS соответственно.

## Специальные формы
- Плоско-круглый кабель: скатанный плоский кабель заложен вместе с экранировкой в обычном круглом кабеле.
- Гибкий печатный кабель: вид кабеля выполненный на основе гибкой печатной платы с проводниками, нанесённые на основу из полимерной плёнки. Такой гибкий печатный кабель может присоединяться к электронным платам непосредственно, без соединителей. За рубежом известен под названием Flexible flat cable или FFC. Также имеет исполнения для разведения электропроводки.[6]